# Aleiodes dorsofoveolatus
Aleiodes dorsofoveolatus är en stekelart som beskrevs av Fortier 2006. Aleiodes dorsofoveolatus ingår i släktet Aleiodes och familjen bracksteklar. Inga underarter finns listade i Catalogue of Life.